# Villasanta
Villasanta est une commune italienne de la province de Monza et de la Brianza, dans la région Lombardie.

## Administration
| Période                                  | Période | Identité | Étiquette | Qualité |
| ---------------------------------------- | ------- | -------- | --------- | ------- |
|                                          |         |          |           |         |
| Les données manquantes sont à compléter. |         |          |           |         |

### Hameaux
La Santa (sede comunale), San Fiorano e Sant'Alessandro.

### Communes limitrophes
Arcore, Biassono, Monza, Concorezzo.